# Discours de Gettysburg
Le discours de Gettysburg, ou parfois l'adresse de Gettysburg (en anglais : the Gettysburg Address), est le discours, resté célèbre, que prononce le président Abraham Lincoln le 19 novembre 1863 à Gettysburg lors de la cérémonie de consécration du champ de bataille qui a fait 7 863 victimes parmi les soldats de l'Union et de la Confédération entre le 1er et le 3 juillet 1863.
Dans les dix phrases de ce discours, Lincoln replace son pays dans la ligne historique de la Déclaration d'indépendance des États-Unis et décrit la guerre civile comme une guerre pour la liberté, l'égalité et contre l'esclavage. Dans la dernière de ces dix phrases, Lincoln énonce le principe du « gouvernement du peuple, par le peuple et pour le peuple » repris entre autres en 1946, à l'ordre des prépositions près, à l'article 2 de la Constitution de la Quatrième République française puis, mot à mot, dans le discours prononcé par Winston Churchill devant la Chambre des communes le 11 novembre 1947 et à l'article 2 de la Constitution française du 4 octobre 1958.

## Discours

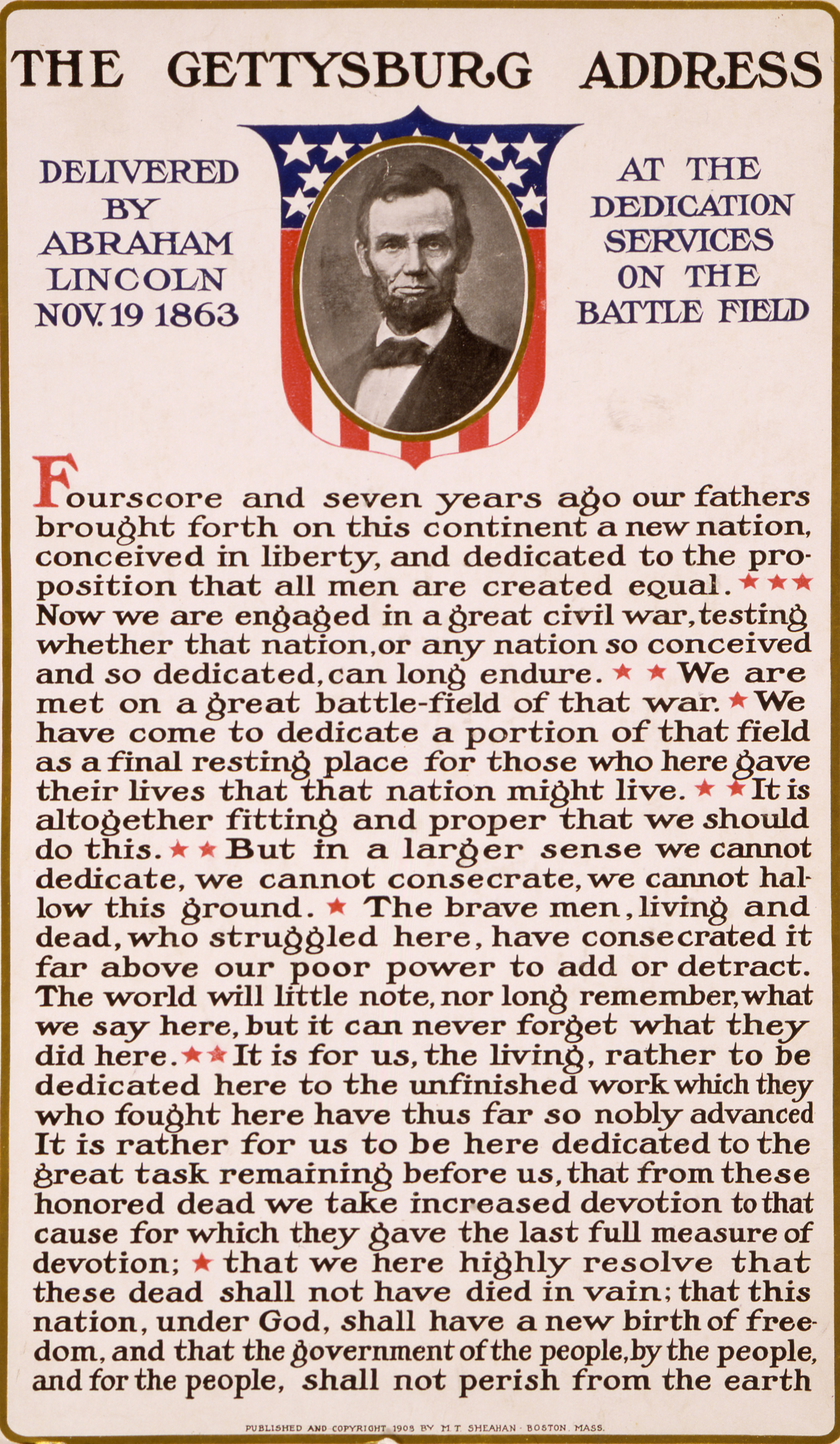
Version originale du discours de Gettysburg, avec le portrait d'Abraham Lincoln.

Malgré la portée historique du discours, les universitaires ne s'accordent pas sur la transcription exacte. Plusieurs versions du texte circulent et diffèrent entre elles, que ce soit entre différents articles de journaux, et même entre les versions manuscrites de Lincoln lui-même.
De toutes ces transcriptions, celle dite de « Bliss » écrite par Lincoln pour un ami est considérée comme la version finale à retenir (bien qu'elle diffère des autres versions manuscrites de Lincoln rédigées avant et après le discours). Cette version est la seule signée de la main de Lincoln, et aussi la cinquième et dernière qu'il ait écrite, le 18 mars 1864. Elle est inscrite sur les murs du Lincoln Memorial depuis 1922,.
« Fourscore and seven years ago our fathers brought forth on this continent a new nation, conceived in liberty, and dedicated to the proposition that all men are created equal.
Now we are engaged in a great civil war, testing whether that nation, or any nation so conceived and so dedicated, can long endure. We are met on a great battlefield of that war. We have come to dedicate a portion of that field, as a final resting place for those who here gave their lives that that nation might live. It is altogether fitting and proper that we should do this.
But, in a larger sense, we can not dedicate, we can not consecrate, we can not hallow this ground. The brave men, living and dead, who struggled here, have consecrated it, far above our poor power to add or detract. The world will little note, nor long remember what we say here, but it can never forget what they did here. It is for us the living, rather, to be dedicated here to the unfinished work which they who fought here have thus far so nobly advanced. It is rather for us to be here dedicated to the great task remaining before us—that from these honored dead we take increased devotion to that cause for which they gave the last full measure of devotion—that we here highly resolve that these dead shall not have died in vain—that this nation, under God, shall have a new birth of freedom—and that government of the people, by the people, for the people, shall not perish from the earth. »
« Il y a quatre-vingt-sept ans, nos pères donnèrent naissance sur ce continent à une nouvelle nation conçue dans la liberté et vouée à la thèse selon laquelle tous les hommes sont créés égaux.
Nous sommes maintenant engagés dans une grande guerre civile, épreuve qui vérifiera si cette nation, ou toute autre nation ainsi conçue et vouée au même idéal, peut longtemps perdurer. Nous sommes réunis sur un grand champ de bataille de cette guerre. Nous sommes venus consacrer une part de cette terre qui deviendra la dernière demeure de tous ceux qui donnèrent leur vie pour que vive cette nation. Il est à la fois juste et digne de le faire.

Mais, dans un sens plus large, nous ne pouvons dédier, nous ne pouvons consacrer, nous ne pouvons sanctifier ce sol. Les braves, vivants et morts, qui se battirent ici le consacrèrent bien au-delà de notre faible pouvoir de magnifier ou de minimiser. Le monde ne sera guère attentif à nos paroles, ni ne s'en souviendra longtemps, mais jamais il ne pourra oublier ce qui fut accompli ici. C'est à nous les vivants de nous vouer à l'œuvre inachevée que d'autres ont si noblement entreprise. C'est à nous de nous consacrer plus encore à la grande cause pour laquelle ils offrirent le suprême sacrifice ; c'est à nous de faire en sorte qu'ils ne soient pas morts en vain ; à nous de vouloir qu'avec l'aide de Dieu cette nation renaisse dans la liberté ; à nous de décider que le gouvernement du peuple, par le peuple et pour le peuple, ne disparaîtra jamais de la surface de la terre. »

## Copies
Il existe cinq copies manuscrites du discours, de la main de Lincoln. 
Deux d'entre elles, la « Nicolay Copy » et la « Hay Copy » se trouvent à la Bibliothèque du Congrès.
La troisième, la « Everett Copy » est conservée au Abraham Lincoln Presidential Library and Museum à Springfield (Illinois).
La quatrième, la « Bancroft Copy » appartient à l'université Cornell et la cinquième, la « Bliss Copy » (celle considérée comme la version finale) se trouve dans la Lincoln Bedroom à la Maison-Blanche.